# Selección femenina de rugby league de Islas Cook
La Selección femenina de rugby league de Islas Cook representa al país en competiciones de 
selecciones nacionales de rugby league, son conocidas como The Moana.
Su organización está bajo el control de la Cook Islands Rugby League Association. 

## Historia
Se formó por primera vez en 2003 con la finalidad de representar al país en la Copa mundial de 2003, terminando en el sexto lugar.
En el Mundial de 2017 logró un triunfo frente a Inglaterra y dos derrotas (Australia y Nueva Zelanda) en la fase grupal, no logrando clasificar a la fase final.

## Participación en copas
| - 2000: sin participación - 2003 : 6° puesto - 2008 : no participó - 2013 : no participó - 2017 : Fase de grupos - 2021 : fase de grupos - 2025 : clasificado | - Mundial 2019 : no participó - Apia 2019 : 3° puesto - 2018 : 3° puesto |